# Niels Portner
Niels Portner eller Niels Holdensen Portner, död efter 1642, var en dansk man som åtalades för häxeri i Ribe, vars protokoll från 1572-1652 är de mest välbevarade av alla danska häxprocesser, och därför har blivit de bäst undersökta av de danska häxprocesserna. 
Åren 1641-1642 åtalades ett flertal personer för trolldom i Ribe. Maren Spliids angav under tortyr sammanlagt fjorton kvinnor som sina medbrottslingar, av vilka Anne Thomasdatter avrättades 1641, medan de 13 återstående frikändes. 
En av de åtalade häxorna, Anne Thomasdatter uppgav under tortyr att Niels Portner hade tjänstgjort som häxornas trumslagare innan hon avrättades. Niels Portner greps och fängslades på Ribehus. Han ställdes inför rätta i Calslunds Herresting 23 mars 1642. 
Under rättegången efterlystes ytterligare anklagelser mot honom. Peder Nielsen från Hiortlund uppgav då att hans vagn hade kört i diket utanför staden två år tidigare. Han såg då Portner vid vägen och uppfattade det som att denna hade kastat stenen som fick vagnen att kantra. Peder Nielsen attackerade Portner med sin käpp, och Portner hotade Peder med en "Dievels Faerd". När Peder senare såg Portner i Ribe, hotade han honom återigen; efter att ha hotat Portner, ska Peder ha insjuknat och råkat ut för flera olyckor, bland annat förlorat flera djur i sjukdom. När han anlitade läkare, ska dessa ha sagt att hans sjukdom inte var naturlig. 
Rätten uttalade sig initialt för en fällande dom. Men eftersom ingen utom Peder Nielsen steg fram för att anklaga Niels Portner (och angivelsen från en avrättad häxa i sig inte var tillräcklig), blev han i slutändan frikänd från anklagelsen. Detta var normalt för en person med gott rykte som tidigare aldrig hade blivit anklagad eller hade något gammalt rykte om trolldom kring sig. Han frikändes därför formellt 12 augusti 1642. 
Att män åtalades för trolldom var sällsynt i Danmark, och endast två tycks ha åtalats i Ribe: Jens Rusk och Niels Portner. 